# Planchonella reticulata
Planchonella reticulata là một loài thực vật có hoa trong họ Hồng xiêm. Loài này được (Baill.) Pierre ex Dubard miêu tả khoa học đầu tiên năm 1912.